# سيسيليا مونوز
سيسيليا مونوز (بالإنجليزية: Cecilia Muñoz)‏ (و. 1962 – م) هي سياسية، ومحامية من الولايات المتحدة الأمريكية ولدت في ديترويت، ميشيغان.
وهي عضوة في الحزب الديمقراطي الأمريكي .

## التعليم
تعلمت في جامعة ميشيغان، وجامعة كاليفورنيا، بركلي.